# 福井市足羽中学校
福井市足羽中学校（ふくいし あすわちゅうがっこう）は、福井県福井市今市町にある公立中学校。

## 概要
日野川・足羽川・文殊山にほど近く、校章はそれらをモチーフにしている。毎年5月に文殊山強歩大会が行われる。

## 沿革
- 1949年（昭和24年）
  - 3月 - 3併設中学校（麻生津・下文殊・六条の3中学校）を統廃合し、三村組合立足羽中学校を創立。
  - 12月 - 南北校舎2棟竣工。開校式挙行。
- 1951年（昭和26年）3月 - 講堂兼体育館竣工。
- 1952年（昭和27年）6月 - 上水道完成。
- 1955年（昭和30年）
  - 3月 - 校旗制定。
  - 11月 - 校歌制定。
- 1956年（昭和31年）
  - 4月10日 - 旧六条村の福井市編入のため、麻生津村・足羽村・福井市組合立中学校と改称。
  - 9月 - 講堂拡張竣工。
  - 10月 - 足羽中学校組合新教育委員会設置。
- 1957年（昭和32年）10月1日 - 麻生津村が福井市に編入。
- 1964年（昭和39年）7月 - プール竣工。
- 1967年（昭和42年）
  - 5月 - 校地拡張。
  - 12月 - 鉄筋校舎（9教室）改築。
- 1971年（昭和46年）
  - 1月 - 鉄筋校舎（4教室・その他特別室）改築。
  - 9月 - 足羽町の福井市編入のため、福井市足羽中学校と改称。
- 1974年（昭和49年）
  - 8月 - 体育館改築竣工（鉄骨鉄筋コンクリート2階建）。
  - 9月 - 創立25周年と体育館改築落成の両記念式挙行。
- 1975年（昭和50年）4月 - 校庭拡張工事竣工。
- 1976年（昭和51年）3月 - 国旗掲揚塔完成。
- 1977年（昭和52年）4月 - プレハブ校舎2教室設置。
- 1979年（昭和54年）
  - 3月 - 鉄筋校舎（6教室・生徒玄関）竣工。
  - 10月 - 創立30周年記念事業実施。
- 1981年（昭和56年）10月 - 「56豪雪」により倒壊した野球バックネットを再建。
- 1982年（昭和57年）7月 - 新プール竣工。
- 1983年（昭和58年）5月 - 校訓制定。
- 1984年（昭和59年）3月 - 鉄筋校舎（15教室）竣工。
- 1985年（昭和60年）4月 - 学校給食開始。後援会発足。
- 1986年（昭和61年）8月 - 校庭土盛りにより、校庭整備。
- 1989年（平成元年）9月 - 体育館改修完成。
- 1993年（平成5年）11月 - 西校舎改築。コンピュータ室とLL教室が設置される。校門周辺の整備も行われる。
- 1995年（平成7年）8月 - 後援会10周年記念事業実施。
- 1997年（平成9年）3月 - NTT「こねっとプラン」参加。インターネット接続開始。
- 1998年（平成10年）3月 - 「心の教育」の一環として『私たちのマナー』を刊行する。
- 1999年（平成11年）
  - 2月 - 市教委ネットワーク構想により校内コンピュータがネットワーク化される。
  - 4月 - 市教委より「心の相談員」の配置を受け、「心の相談室」を開設。「心の教育」の一環として中庭に『ビオトープ』を造園。
  - 10月 - 創立50周年記念事業実施。
- 2009年（平成21年）3月 - 相談室整備。
- 2010年（平成22年）4月 - 「コア・ティーチャー養成事業」の委嘱を受ける。
- 2011年（平成23年）5月 - 「福井学」推進協力校の指定を受ける。
- 2014年（平成26年）7月 - 北校舎耐震補強工事。
- 2015年（平成27年）7月 - 南校舎耐震補強工事。
- 2016年（平成28年）7月 - 遠隔授業・研究システム・ネットワーク設置。
- 2019年（令和元年）
  - 5月 - 本校を舞台にしたドキュメンタリー番組「聖職のゆくえ」（福井テレビ制作）が放映。
  - 6月 - 足羽中学校創立70周年記念事業実施。
- 2020年（令和2年）
  - 3月 - 新型コロナウイルス感染拡大により、5月まで3か月間臨時休校。
  - 5月 - グラウンド全面改修完成。

## 制服
男子の制服は詰襟標準学生服・女子の制服は紺色セーラー服で紺色のリボンを着用する。

## 部活動
柔道部や女子ソフトボール部、陸上部は全中に出場し結果を残している。また女子ソフトテニス部や野球部、柔道部などは地区大会や県大会で優勝・入賞など優秀な成績を残している。2017年には、男子バレーボール部が全国3位となった実績もある。また、2017年のJOCの福井県代表にバレーボール部から3名が選ばれ、その後優勝している。
吹奏楽部や放送部も文化部として優秀な成績をおさめている。

## 部活動の一覧
運動部
- 野球部
- サッカー部
- 男子バスケットボール部
- 女子バスケットボール部
- 男子バレーボール部
- 女子バレーボール部
- 男子卓球部
- 女子卓球部
- 男子ソフトテニス部
- 女子ソフトテニス部
- 女子ソフトボール部
- 陸上部

文化部
- 吹奏楽部
- 合唱部
- 文化部
- 科学部
- 美術部

特別に編成される部活動
- 相撲部
- 水泳部

## 学校周辺
- トナミ運輸福井支店 - 福井市道をはさんで、敷地が隣接。
  - 学校周辺には、トナミ運輸以外の運送会社も点在する。
- 国道8号線
- 高橋川
- 福井県道32号清水美山線
- 福井県警福井南警察署麻生津交番
- 福井鉄道福武線浅水駅
  - 福井南警察交番の平仮名表記は「あそうづ」[2]で、福井鉄道駅の平仮名表記は「あそうず」である。

## アクセス
- 福井鉄道福武線浅水駅から、徒歩約485m・約8分。
  - なお、学校敷地から駅まで、最短直線距離約290mほどだが、校門と道路位置関係で、若干の遠回りとなる。

## 主な出身者
- 川本真琴 - シンガーソングライター
- 山本浩司 - 俳優、映画監督
- 脇本雄太 - 競輪選手
- 吉田正尚 - プロ野球選手
- 坂上香織 - 陸上選手